# Synagris mediocarinata
Synagris mediocarinata är en stekelart som beskrevs av Giordani Soika 1944. Synagris mediocarinata ingår i släktet Synagris och familjen Eumenidae. Inga underarter finns listade i Catalogue of Life.